# Breitenlee
Breitenlee war bis 1938 eine eigenständige Gemeinde in Niederösterreich und ist heute ein Bezirksteil des 22. Wiener Gemeindebezirks (Donaustadt) sowie eine der 89 Wiener Katastralgemeinden.

## Geografie

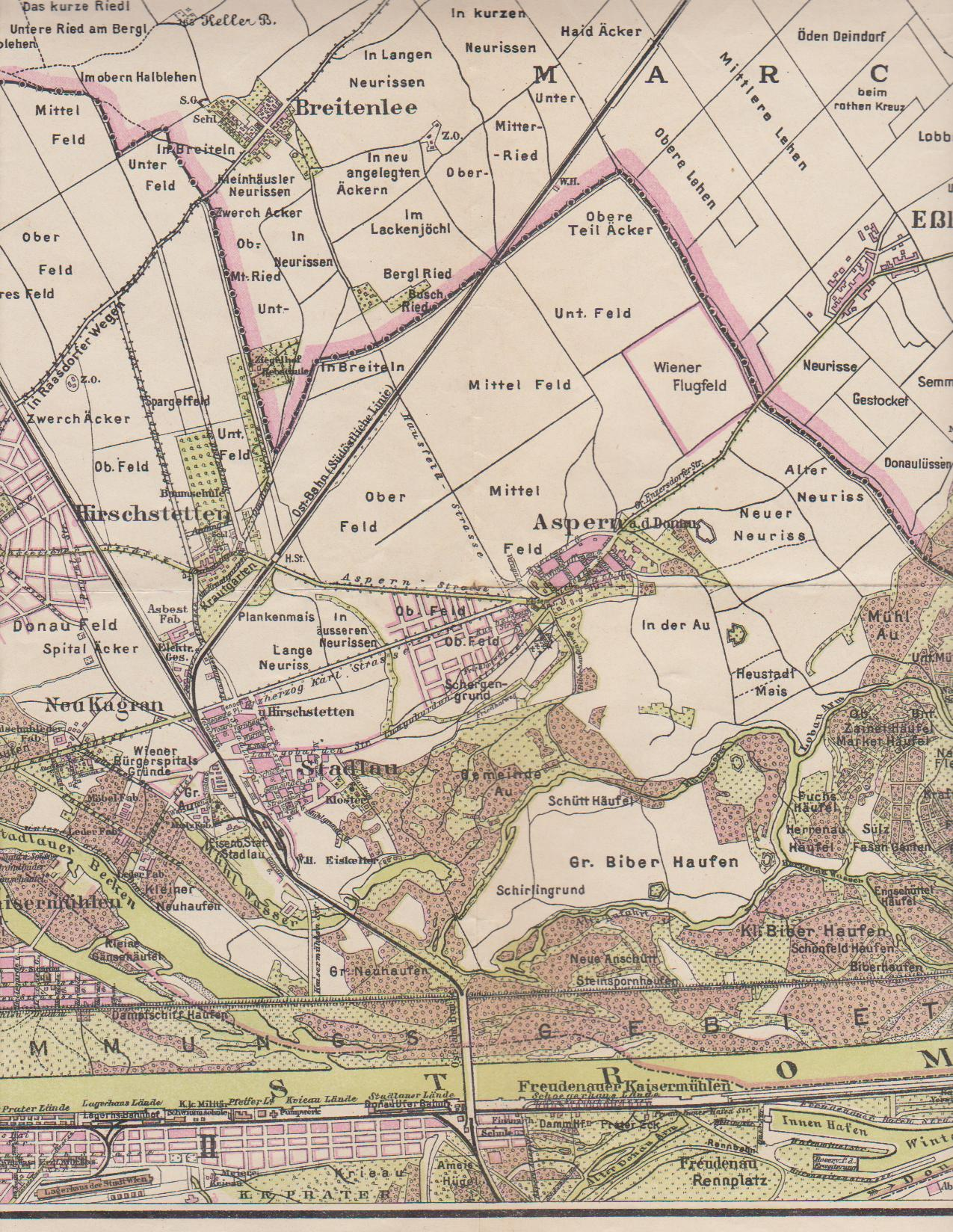
Breitenlee (oben) und seine bereits nach Wien eingemeindeten Nachbarorte auf einem Stadtplan aus dem Jahr 1912

Breitenlee liegt im Marchfeld und grenzt im Norden an den Bezirksteil Süßenbrunn und die niederösterreichische Gemeinde Aderklaa, im Osten an den Bezirksteil Essling, im Süden an den Bezirksteil Aspern und im Westen an den Bezirksteil Hirschstetten. Die Katastralgemeinde erstreckt sich über ein Gebiet von 1007,47 ha.
Der Ortskern an der Breitenleer Straße ist von der Stadt Wien als bauliche Schutzzone ausgewiesen.

## Geschichte
Breitenlee wurde 1160 als „Preitenle“ erstmals urkundlich erwähnt. Durch einen Schirmbrief Herzog Leopolds VI., des Glorreichen, kam das Dorf im Jahre 1200 an das Schottenstift als Grundherrn. 1258 zählte Breitenlee 28 Bauernlehen, den Zehent teilten sich der Fürstbischof von Passau, das Schottenstift, das Chorherrenstift St. Dorothea und der Landesfürst. Die Kuruzen und Türken fügten dem Dorf starke Schäden zu. 1529 wurden im Zuge der ersten Wiener Türkenbelagerung alle Einwohner von Breitenlee getötet.

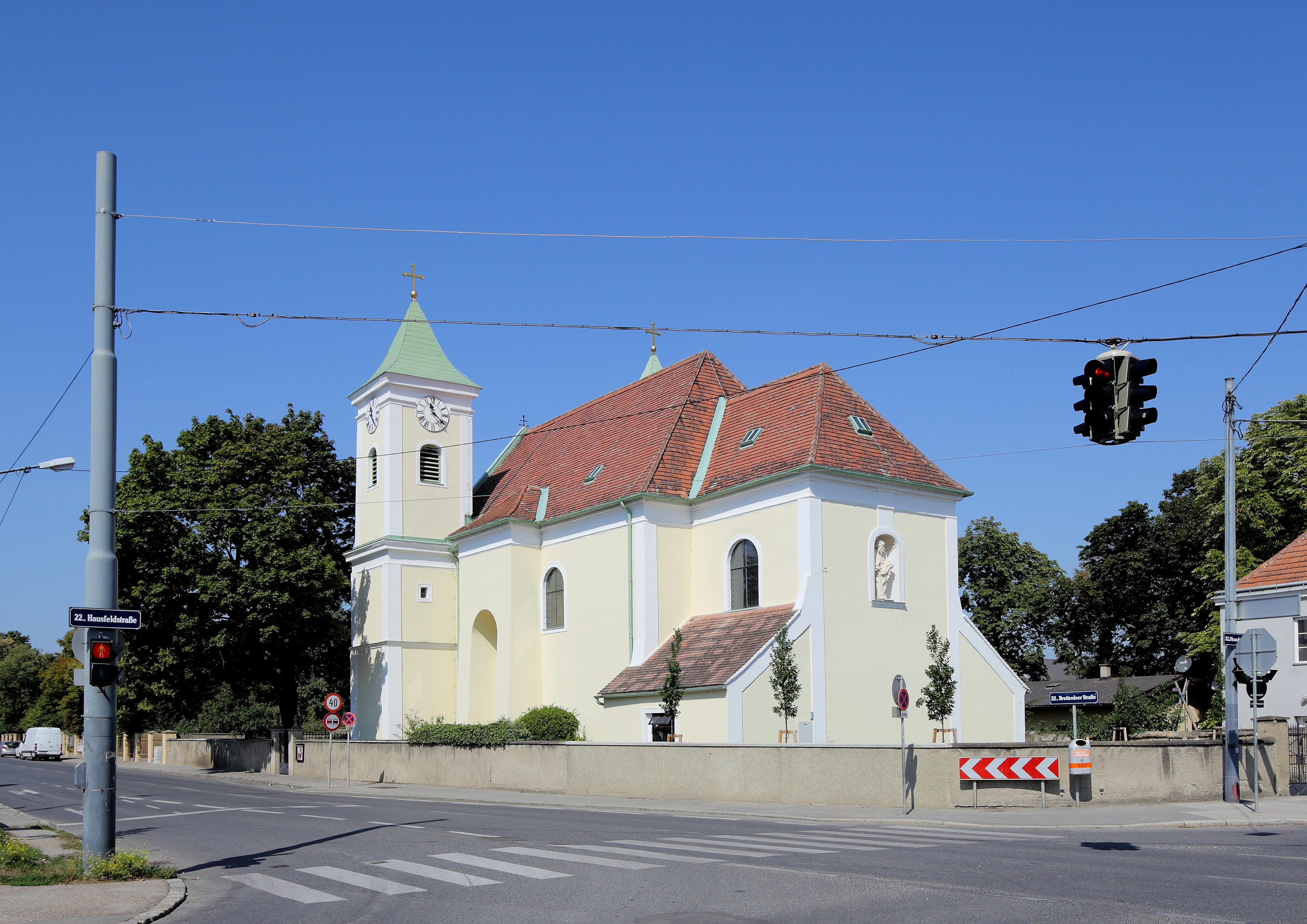
Breitenleer Pfarrkirche

Es dauerte 165 Jahre, bis das Schottenstift durch den Verkauf wenig ertragbringender Güter das Dorf wieder aufbauen konnte. Schottenabt Sebastian Faber erstellte 1694, nach der zweiten Wiener Türkenbelagerung, einen genauen Plan zum Wiederaufbau, wobei die Höfe im Stile der Barockzeit nach den vier Himmelsrichtungen ausgerichtet wurden und der 1698 errichtete Gutshof des Schottenstiftes den Mittelpunkt bildete. Die Breitenleer Pfarrkirche, die der Heiligen Anna gewidmet wurde, errichtete man in den Jahren 1697–1699. Als einzige im Marchfeld erhielt die im ländlich-barocken Stil erbaute Kirche zehn Meter hohe Türme. 1696 wurde das Bestandswirtshaus der Schotten gegenüber der Kirche mit dem Namen Lindenhof gegründet.
Da die umliegenden Pfarren um ihre Rechte fürchteten, blieb Breitenlee lang der einige Kilometer weiter nördlich gelegenen Pfarre Gerasdorf zugeordnet. Auf dem 1807 errichteten Kirchenfriedhof wurden die Geistlichen des Schottenstiftes begraben. Im Jahre 1818 erhielt Breitenlee sein erstes Schulhaus, das 1898 ausgebaut und 1967/1968 neuerlich erweitert wurde.
Bis 1870 wurde hier die nördliche Linie der Ostbahn (Laaer Ostbahn) erbaut.
1904/1905 wurden die Gemeinden Floridsdorf, Jedlesee, Großjedlersdorf, Donaufeld, Leopoldau, Kagran, Hirschstetten, Aspern, Stadlau und Teile von Breitenlee nach Wien eingemeindet und zum neuen 21. Bezirk, Floridsdorf, zusammengefasst. 1920 wurde Wien eigenes Bundesland und zählte seither nicht mehr zu Niederösterreich.
Ab 1916 wurde hier mit großen Aufwand und Einsatz von Kriegsgefangenen der Verschiebebahnhof Breitenlee zu bauen begonnen. Durch Kriegswirren und Nachkriegs-Wirtschaftskrisen wurde das Projekt um 1925 endgültig eingestellt und nurmehr in Resten genutzt.
Als Österreich an das Deutsche Reich angeschlossen wurde, trennte das NSDAP-Regime mit Wirkung vom 15. Oktober 1938 Aspern, Hirschstetten und Stadlau vom 21. Bezirk ab und bildete gemeinsam mit dem schon 1904 eingemeindeten und dem bis 1938 noch selbstständigen Teil Breitenlees sowie mit Essling, Süßenbrunn und 15 weiteren Marchfeldgemeinden den riesigen 22. Bezirk, Groß-Enzersdorf, einen Teil des neuen nationalsozialistischen Groß-Wien.
Nach dem Zweiten Weltkrieg kamen 15 Marchfeldgemeinden 1954 wieder an Niederösterreich zurück, Breitenlee und einige andere Bezirksteile bildeten mit Kaisermühlen und Kagran den neuen 22. Bezirk, Donaustadt, mit gegenüber dem bisherigen 22. Bezirk stark veränderten Grenzen.

### Gegenwart
Breitenlee ist heute ein Stadtteil mit beträchtlichen Flächen für den Siedlungsbau kommender Jahrzehnte. Zudem ist Breitenlee die größte „Bauerngemeinde“ Wiens, in der auch viele aus Kagran abgesiedelte Gärtner neue Anbauflächen gefunden haben.
Die Breitenleer Straße führt westwärts zur gleichnamigen Abfahrt der Nordrand-Schnellstraße S2, die mit der Nordautobahn A5 und der Wiener Südosttangente A23 verbunden ist, und zur gleichnamigen Haltestelle der Laaer Ostbahn, die derzeit von Personenzügen nicht bedient wird. Im Süden, an die Seestadt Aspern grenzend, befindet sich noch auf Breitenleer Gebiet die S+U-Bahn-Station Aspern Nord an der Marchegger Ostbahn, wo einerseits die Linie U2 sowie die Linie S80 (halbstündlich) und Richtung Stadtzentrum Regional- und Regionalexpresszüge (je einer pro Stunde) über Stadlau und Simmering (U3) nach Wien Hauptbahnhof und Richtung Osten Regional- und Regionalexpresszüge (je einer pro Stunde) nach Marchegg halten; die stündlichen Regionalexpresszüge fahren bis Bratislava weiter.
Die zum Teil in Breitenlee gelegene Hausfeldstraße verfügt auch über eine gleichnamige U-Bahn-Station in Aspern, wo ebenfalls die U2 hält.
Breitenlee besitzt, wie das nördlich angrenzende Süßenbrunn, nach wie vor eine Freiwillige Feuerwehr, sie wurde 1880 gegründet. (Alle anderen früheren Freiwilligen Feuerwehren im Gebiet der Stadt Wien haben sich längst aufgelöst bzw. sind in der Berufsfeuerwehr Wien aufgegangen.)

## Persönlichkeiten
- Emil Kuntner (1902–1999), Hauptschuldirektor und Politiker